# Nedolya Tesserae
Le Nedolya Tesserae sono una struttura geologica della superficie di Venere.